# الأكاديمية الملكية الغاليسية
الأكاديمية الملكية الغاليسية Real Academia Galega, RAG هي مؤسسة علمية تهدف إلى دراسة ثقافة غاليسيا وبوجه عام اللغة الغاليسية. تقوم بتنظير قواعدها النحوية والإملائية والمعجمية حتى تحافظ على اللغة وتعززر قوتها. حيث تعد اللغة الغاليسية واحدة من أربع لغات رسمية في إسبانيا، تستخدم في منطقة غاليسيا بإسبانيا، إضافة إلى رواجها في أنحاء أخرى من إسبانيا والبرتغال. يصل عدد المتحدثين بهذه اللغة من ثلاثة إلى أبعة ملايين شخص، في حين أن هناك نصف مليون منهم من المهاجرين المنتشرين في أمريكا الجنوبية وأوروبا. ويعد أعضائها من الشخصيات المؤثرة في تاريخ ثقافة غاليسيا بوجه عام وفي اللغة بشكل خاص. ويرأسها خيسوس ألونسو مونتيرو منذ 20 أبريل عام 2013.

## مواضيع ذات صلة
- قائمة الأكاديميات اللغوية